# Liste des édifices labellisés « Architecture contemporaine remarquable » de Mayotte
Cet article recense les édifices labellisés « Architecture contemporaine remarquable » de Mayotte, en France.
Le label « Architecture contemporaine remarquable » remplace depuis 2016 l'ancien label « Patrimoine du XXe siècle ». Il ne prend en compte que des édifices de moins de 100 ans à la date de labellisation, et qui ne sont pas protégés comme monuments historiques.
Au début 2024, Mayotte compte deux édifices ainsi labellisés.

## Liste
| Monument     | Commune   | Adresse | Coordonnées                      | Notice     | Date | Illustration               |
| ------------ | --------- | ------- | -------------------------------- | ---------- | ---- | -------------------------- |
| Case Breslar | Mamoudzou |         | 12° 46′ 56″ sud, 45° 13′ 31″ est | ACR0000819 | 2017 | Image manquante Téléverser |
| Case Dôme    | Mamoudzou |         | 12° 46′ 56″ sud, 45° 13′ 31″ est | ACR0000820 | 2017 | Image manquante Téléverser |